# Света Петка (Богородица)
Вижте пояснителната страница за други значения на Света Петка.
„Света Петка“ е средновековна българска едноапсидна църква. Намира се на около 2 километра югоизточно от село Богородица, част от Неврокопската епархия на Българската православна църква.

## Архитектура
Запазени са основите на северната и южната стена сградата, които са с широчина около 3 метра.
На мястото на старата църква е построен параклис, който е изграден около източната (апсидна) част на старата църква. Регистриран е като археологически паметник под регистрационен № 106/ 49, ДВ, бр. 32/ 1965 година.